# Kishimoto Satoko
Kishimoto Satoko (岸本聡子 ( (Ngạn Bản Thông Tử)); sinh ngày 15 tháng 7 năm 1974) là một nữ chính trị gia và nhà biên tập sách người Nhật Bản. Bà là nữ thị trưởng đầu tiên của Suginami, Tokyo.
Kishimoto trải qua cuộc sống trưởng thành ở châu Âu trước khi trở về Nhật Bản và tham gia chính trị mà không theo bất kỳ đảng phái nào. Bà là biên tập viên của một cuốn sách chống tư nhân hóa nước.

## Đầu đời
Kishimoto Satoko sinh ngày 15 tháng 7 năm 1974. Bà lớn lên ở Nhật Bản, trước khi chuyển đến Hà Lan ở tuổi 25, sau đó chuyển đến Leuven, Bỉ vào năm 2008.

## Sự nghiệp
Kishimoto bắt đầu quan tâm đến chính trị Nhật Bản khi công tác tại Transnational Institute, một tổ chức phi lợi nhuận ở Amsterdam thu hút được lượng người dân theo dõi bằng các cuộc tranh luận trực tuyến trong đại dịch COVID-19. Bà phân vân việc quay về Nhật Bản lâu dài vì cho rằng điều này sẽ làm ảnh hưởng đến việc học các con mình, nhưng đã chấp thuận việc đó vào tháng 4 năm 2022 để vận động tranh cử thị trưởng.
Tháng 5 năm 2022, khi đang vận động tranh cử, Kishimoto tham gia một cuộc tuần hành phản đối quá trình chỉnh trang đô thị ở Kōenji.
Kishimoto được bầu vào tháng 6 năm 2022 với tư cách là ứng cử viên độc lập, đánh bại thị trưởng bảo thủ đương nhiệm với 187 phiếu bầu. Bà trở thành nữ thị trưởng đầu tiên được bầu của Suginami.

## Quan điểm
Kishimoto bày tỏ lo ngại về sự thiếu đa dạng giới tính trong chính trị Nhật Bản, cho rằng điều này gây bất lợi nghiêm trọng cho quốc gia. Trong số 23 thị trưởng được bầu ở Tokyo, chỉ có ba người là phụ nữ. Bà đối mặt với sự chỉ trích từ một số cấp dưới là nam về giới tính của mình, thiếu kinh nghiệm củng cố chính trị và việc sống ngoài Nhật Bản trong vài năm. Bà lên tiếng chống lại sự quấy rối bằng lời nói và thể xác của đàn ông. Cùng với các nữ chính trị gia Nhật Bản khác, bà thành lập website Trung tâm Tư vấn Quấy rối dành cho Phụ nữ trong Chính trị.
Kishimoto phản đối các dự án xây dựng đường ở Kōenji. Bà phản đối tư nhân hóa và biên tập một cuốn sách phác thảo các lựa chọn thay thế cho tư nhân hóa nguồn nước.

## Gia đình
Kishimoto đã kết hôn và có hai người con.